# O Combate (Macau)
O Combate foi um jornal de língua portuguesa publicado em Macau, na época uma colónia portuguesa, fundado pelo jornalista Domingos Gregório da Rosa Duque no começo do século XX. Actualmente, está inactivo e fora de circulação.

## Histórico
Rosa Duque era maçom e um ano depois do golpe militar ocorrido em Lisboa expunha sua condição para, assim, confrontar o jornal rival A Pátria; em seu lema o jornal expunha sua linha editorial "pela pátria e pela república".
Herman Machado Monteiro sucedeu a Rosa Duque na direção do periódico, nele imprimindo uma redação mais comedida; antes eram acerbas as disputas contra o Monsenhor Manuel Teixeira.